# Leonel Contrera
Leonel Alejandro Contrera (Puerto Madryn, Provincia del Chubut, Argentina, 18 de febrero de 1995) es un futbolista argentino. Juega de arquero y actualmente es jugador de Guillermo Brown de Puerto Madryn, equipo de la Primera B Nacional de Argentina.

## Clubes
| Club                 | País      | Año             |
| -------------------- | --------- | --------------- |
| Guillermo Brown (PM) | Argentina | 2014 - Presente |